# Wisła Kraków w sezonie 2011/2012 (piłka nożna)
Sezon 2011/2012 klubu Wisła Kraków.

## Sezon
Przygotowania do sezonu Wisła Kraków rozpoczęła 11 czerwca 2011. Trenerem tak jak od sierpnia poprzedniego roku jest Holender Robert Maaskant, a prezesem jest Bogdan Basałaj.

### Przygotowania do rundy jesiennej
Pierwszym sparingiem w sezonie był mecz na 90-lecie MKS Sławków; mecz ten Wisła wygrała 9:0. W dniach 22 czerwca – 1 lipca drużyna odbyła zgrupowanie w holenderskim Arnhem, podczas którego rozegrała dwa sparingi z mistrzem Bułgarii Liteksem Łowecz i niemieckim Rot-Weiß Oberhausen, oba mecze zakończyły się wygraną Wisły odpowiednio 2:1 i 1:0. W następnym dniach zawodnicy trenowali w Krakowie, a w dniach 5 – 9 lipca wzięli udział w turnieju w Tallinnie. W półfinale przegrała 0:2 z Rapidem Bukareszt, następnie w meczu o 3. miejscu zremisowała z gospodarzem turnieju Florą Tallinn.

### Puchar Polski
Wisła jako drużyna w poprzedniego sezonu w Ekstraklasie rozpoczyna udział w Pucharze Polski od 1/16 finału. Mecz rozegra na wyjeździe i z drużyną, którą w poprzednim sezonie nie grała w ekstraklasie.

### Sponsor
Wisła nie posiada sponsora strategicznego od 1 stycznia 2010 roku, więc na koszulkach występuje ze swoim sponsorem generalnym Tele-Foniką, należącą do jej właściciela Bogusława Cupiała. Sponsorem technicznym jest firma Adidas.

## Stadion
Wisła rozgrywa swoje mecze na Stadionie im. Henryka Reymana. 

## Rozgrywki
Wisła Kraków w sezonie 2011/2012 będzie brała udział w rozgrywkach:
- ligi polskiej – Ekstraklasy: –
- Pucharu Polski: –
- Superpucharu Polski: –
- Ligi Mistrzów: – runda play-off
- Ligi Europy: –

## Wyniki

### Mecze oficjalne
| 1 | 13 lipca 2011        | W | Skonto Ryga                | Łotwa    | 1:0               | Liga Mistrzów UEFA, 2. runda kwalifikacyjna | Rode 40-sam.                    |
| 2 | 19 lipca 2011        | D | Skonto Ryga                | Łotwa    | 2:0               | Liga Mistrzów UEFA, 2. runda kwalifikacyjna | Małecki 51, Iliev 64            |
| 3 | 26 lipca 2011        | W | Liteks Łowecz              | Bułgaria | 2:1               | Liga Mistrzów UEFA, 3. runda kwalifikacyjna | Lamey 19, Melikson 76           |
| 4 | 30 lipca 2011        | W | Widzew Łódź                | Polska   | 1:1               | T-Mobile Ekstraklasa, 1 kolejka             | Biton 90+3                      |
| 5 | 3 sierpnia 2011      | D | Liteks Łowecz              | Bułgaria | 3:1               | Liga Mistrzów UEFA, 3. runda kwalifikacyjna | Melikson 42, 56-k Wilk 84       |
| 6 | 6 sierpnia 2011      | W | Polonia Warszawa           | Polska   | 1:1               | T-Mobile Ekstraklasa, 2 kolejka             | Biton 66                        |
| 7 | 13 sierpnia 2011     | D | Zagłębie Lubin             | Polska   | 1:0               | T-Mobile Ekstraklasa, 3 kolejka             | Biton 50-k                      |
| 8 | 17 sierpnia 2011     | D | APOEL Nikozja              | Cypr     | 1:0               | Liga Mistrzów UEFA, runda play-off          | Małecki 71                      |
| 9 | 20 sierpnia 2011     | W | Korona Kielce              | Polska   | 0:0               | T-Mobile Ekstraklasa, 4 kolejka             |                                 |
| 10 | 23 sierpnia 2011     | W | APOEL Nikozja              | Cypr     | 1:3               | Liga Mistrzów UEFA, runda play-off          | Wilk 71                         |
| 11 | 27 sierpnia 2011     | D | Lechia Gdańsk              | Polska   | 0:1               | T-Mobile Ekstraklasa, 5 kolejka             |                                 |
| 12 | 9 września 2011      | W | Lech Poznań                | Polska   | 1:0               | T-Mobile Ekstraklasa, 6 kolejka             | Dudu Biton 80                   |
| 13 | 15 września 2011     | D | Odense BK                  | Dania    | 1:3               | Liga Europy UEFA, faza grupowa, 1 kolejka   | Andraz Krm                      |
| 14 | 19 września 2011     | D | GKS Bełchatów              | Polska   | 2:0               | T-Mobile Ekstraklasa, 7 kolejka             |                                 |
| 15 | 22 września 2011     | W | Flota Świnoujście          | Polska   | 4:2               | Puchar Polski, 1/16 finału                  | Biton 9,48 Iliev 75, Małecki 90 |
| 16 | 25 września 2011     | D | Ruch Chorzów               | Polska   | 3:2               | T-Mobile Ekstraklasa, 8 kolejka             | Biton 42, Kirm 71, Diaz 82      |
| 17 | 29 września 2011     | W | FC Twente                  | Holandia | 1:4               | Liga Europy UEFA, faza grupowa, 2 kolejka   | Dudu Biton                      |
| 18 | 2 października 2011  | W | Legia Warszawa             | Polska   | 0:2               | T-Mobile Ekstraklasa, 9 kolejka             |                                 |
| 19 | 15 października 2011 | D | Jagiellonia Białystok      | Polska   | 3:1               | T-Mobile Ekstraklasa, 10 kolejka            | Biton 79, Genkow 87, Kirm 89    |
| 20 | 20 października 2011 | D | Fulham Londyn              | Anglia   | 1:0               | Liga Europy UEFA, faza grupowa, 3 kolejka   | Biton 60                        |
| 21 | 23 października 2011 | W | ŁKS Łódź                   | Polska   | 2:1               | T-Mobile Ekstraklasa, 11 kolejka            | Lamey 30, Biton 51              |
| 22 | 26 października 2011 | W | Limanovia Limanowa         | Polska   | 2:1 (wo. 3:0)     | Puchar Polski, 1/8 finału                   | Lamey 14, 51                    |
| 23 | 29 października 2011 | D | Podbeskidzie Bielsko-Biała | Polska   | 0:1               | T-Mobile Ekstraklasa, 12 kolejka            |                                 |
| 24 | 3 listopada 2011     | W | Fulham Londyn              | Anglia   | 1:4               | Liga Europy UEFA, faza grupowa, 4 kolejka   | Kirm 9                          |
| 25 | 6 listopada 2011     | W | Cracovia                   | Polska   | 0:1               | T-Mobile Ekstraklasa, 13 kolejka            |                                 |
| 26 | 20 listopada 2011    | D | Górnik Zabrze              | Polska   | 0:1               | T-Mobile Ekstraklasa, 14 kolejka            |                                 |
| 27 | 25 listopada 2011    | W | Śląsk Wrocław              | Polska   | 1:0               | T-Mobile Ekstraklasa, 15 kolejka            | Boguski 50-k                    |
| 28 | 1 grudnia 2011       | W | Odense BK                  | Dania    | 2:1               | Liga Europy UEFA, faza grupowa, 5 kolejka   | Biton 20, Małecki 28            |
| 29 | 4 grudnia 2011       | D | Widzew Łódź                | Polska   | 1:0               | T-Mobile Ekstraklasa, 16 kolejka            | Genkow 33                       |
| 30 | 9 grudnia 2011       | D | Polonia Warszawa           | Polska   | 0:1               | T-Mobile Ekstraklasa, 17 kolejka            |                                 |
| 31 | 14 grudnia 2011      | D | FC Twente                  | Holandia | 2:1               | Liga Europy UEFA, faza grupowa, 6 kolejka   | Garguła 11, Genkow 46           |
| 32 | 16 lutego 2012       | D | Standard Liège             | Belgia   | 1:1               | Liga Europy UEFA, faza pucharowa, 1/16      | Genkow                          |
| 33 | 19 lutego 2012       | D | Zagłębie Lubin             | Polska   | 2:2               | T-Mobile Ekstraklasa, 18 kolejka            | Iliev 30, Kirm 55               |
| 34 | 23 lutego 2012       | W | Standard Liège             | Belgia   | 0:0               | Liga Europy UEFA, faza pucharowa, 1/16      |                                 |
| 35 | 26 lutego 2012       | W | Korona Kielce              | Polska   | 0:1               | T-Mobile Ekstraklasa, 19 kolejka            |                                 |
| 36 | 3 marca 2012         | W | Lechia Gdańsk              | Polska   | 2:0               | T-Mobile Ekstraklasa, 20 kolejka            | Jaliens 8, Biton 40-k           |
| 37 | 9 marca 2012         | D | Lech Poznań                | Polska   | 0:0               | T-Mobile Ekstraklasa, 21 kolejka            |                                 |
| 38 | 13 marca 2012        | W | Lech Poznań                | Polska   | 1:0               | Puchar Polski, 1/4 finału                   | Bunoza 70                       |
| 39 | 17 marca 2012        | W | GKS Bełchatów              | Polska   | 2:2               | T-Mobile Ekstraklasa, 22 kolejka            | Genkow 62, Biton 90             |
| 40 | 20 marca 2012        | D | Lech Poznań                | Polska   | 1:0               | Puchar Polski, 1/4 finału                   | Genkow 25                       |
| 41 | 25 marca 2012        | W | Ruch Chorzów               | Polska   | 0:1               | T-Mobile Ekstraklasa, 23 kolejka            |                                 |
| 42 | 30 marca 2012        | D | Legia Warszawa             | Polska   | 0:0               | T-Mobile Ekstraklasa, 24 kolejka            |                                 |
| 43 | 3 kwietnia 2012      | W | Ruch Chorzów               | Polska   | 1:3               | Puchar Polski, 1/2 finału                   | Genkow 49                       |
| 44 | 7 kwietnia 2012      | W | Jagiellonia Białystok      | Polska   | 0:1               | T-Mobile Ekstraklasa, 25 kolejka            |                                 |
| 45 | 10 kwietnia 2012     | D | Ruch Chorzów               | Polska   | 3:1 (p.d. k. 5:6) | Puchar Polski, 1/2 finału                   | Genkow 22-k, 90, Melikson 49    |
| 46 | 14 kwietnia 2012     | D | ŁKS Łódź                   | Polska   | 3:2               | T-Mobile Ekstraklasa, 26 kolejka            | Genkow 8,27,55                  |
| 47 | 21 kwietnia 2012     | W | Podbeskidzie Bielsko-Biała | Polska   | 3:1               | T-Mobile Ekstraklasa, 27 kolejka            | Jirsák 76, Kirm 81, Genkow 87   |
| 48 | 30 kwietnia 2012     | D | Cracovia                   | Polska   | 1:0               | T-Mobile Ekstraklasa, 28 kolejka            | Melikson 29                     |
| 49 | 3 maja 2012          | W | Górnik Zabrze              | Polska   | 0:2               | T-Mobile Ekstraklasa, 29 kolejka            |                                 |
| 50 | 6 maja 2012          | D | Śląsk Wrocław              | Polska   | 0:1               | T-Mobile Ekstraklasa, 30 kolejka            |                                 |
| Legenda: - D – mecz na własnym obiekcie (dom) - W – mecz na obiekcie przeciwnika (wyjazd) - N – mecz na stadionie neutralnym - Wyniki są podawane Wisła – przeciwnik |                      |   |                            |          |                   |                                             |                                 |

### Mecze sparingowe
| MECZE LETNIE |                 |   |                     |     |             |                                                                 |
| 1 | 18 czerwca 2011 | W | MKS Sławków         | 9:0 | Sławków     | Małecki 4, 10, 17-k, 23, 51, 81, Iliev 31, Lamey 43, Burliga 89 |
| 2 | 25 czerwca 2011 | N | Liteks Łowecz       | 2:1 | Doorwerth   | Genkow 31, 47                                                   |
| 3 | 29 czerwca 2011 | N | Rot-Weiß Oberhausen | 1:0 | Bocholt     | Małecki 57-k                                                    |
| 4 | 6 lipca 2011    | N | Rapid Bukareszt     | 0:2 | Tallinn     |                                                                 |
| 5 | 8 lipca 2011    | N | Flora Tallinn       | 2:2 | Tallinn     | Iliev 44, 69                                                    |
| 6 | 21 lipca 2011   | D | Garbarnia Kraków    | 3:0 | Kraków      | Garguła 32, Biton 37, Jirsák 61                                 |
| MECZE JESIENNE |                 |   |                     |     |             |                                                                 |
| 7 | 1 września 2011 | W | Raków Częstochowa   | 0:1 | Częstochowa |                                                                 |
| Legenda: - D – mecz na własnym obiekcie (dom) - W – mecz na obiekcie przeciwnika (wyjazd) - N – mecz na obiekcie neutralnym - Wyniki są podawane Wisła – przeciwnik |                 |   |                     |     |             |                                                                 |

## Statystyki

### Liczba występów
| Ekstraklasa | 4 | 1 | 3 | 0 | n.d. | n.d. | n.d. | n.d. |
| Puchar Polski | - | - | - | - | -    | -    | -    | -    |
| Superpuchar Polski | - | - | - | - | -    | -    | -    | -    |
| Liga Mistrzów | 6 | 5 | 0 | 1 | 0    | 0    | 0    | 0    |
| Liga Europy UEFA | - | - | - | - | -    | -    | -    | -    |
| mecze towarzyskie | 6 | 4 | 1 | 1 | n.d. | n.d. | n.d. | n.d. |
| Legenda: - Kolor niebieski – liczba zwycięstw. - Kolor żółty – liczba remisów. - Kolor czerwony – liczba porażek. - Kolor zielony – liczba rozegranych meczów. - n.d. – nie dotyczy |   |   |   |   |      |      |      |      |

### Liczba wpuszczonych bramek w meczu

#### Ekstraklasa
| Nazwisko zawodnika | Kolejka Ekstraklasy | Kolejka Ekstraklasy | Kolejka Ekstraklasy | Kolejka Ekstraklasy | Kolejka Ekstraklasy | Kolejka Ekstraklasy | Kolejka Ekstraklasy | Kolejka Ekstraklasy | Kolejka Ekstraklasy | Kolejka Ekstraklasy | Kolejka Ekstraklasy | Kolejka Ekstraklasy | Kolejka Ekstraklasy | Kolejka Ekstraklasy | Kolejka Ekstraklasy | Kolejka Ekstraklasy | Kolejka Ekstraklasy | Kolejka Ekstraklasy | Kolejka Ekstraklasy | Kolejka Ekstraklasy | Kolejka Ekstraklasy | Kolejka Ekstraklasy | Kolejka Ekstraklasy | Kolejka Ekstraklasy | Kolejka Ekstraklasy | Kolejka Ekstraklasy | Kolejka Ekstraklasy | Kolejka Ekstraklasy | Kolejka Ekstraklasy | Kolejka Ekstraklasy | Kolejka Ekstraklasy |
| Nazwisko zawodnika | 01                  | 02                  | 03                  | 04                  | 05                  | 06                  | 07                  | 08                  | 09                  | 10                  | 11                  | 12                  | 13                  | 14                  | 15                  | 16                  | 17                  | 18                  | 19                  | 20                  | 21                  | 22                  | 23                  | 24                  | 25                  | 26                  | 27                  | 28                  | 29                  | 30                  |                     |
| --- | ------------------- | ------------------- | ------------------- | ------------------- | ------------------- | ------------------- | ------------------- | ------------------- | ------------------- | ------------------- | ------------------- | ------------------- | ------------------- | ------------------- | ------------------- | ------------------- | ------------------- | ------------------- | ------------------- | ------------------- | ------------------- | ------------------- | ------------------- | ------------------- | ------------------- | ------------------- | ------------------- | ------------------- | ------------------- | ------------------- | ------------------- |
| M.Jovanić | 1                   | -                   | -                   | -                   |                     |                     |                     |                     |                     |                     |                     |                     |                     |                     |                     |                     |                     |                     |                     |                     |                     |                     |                     |                     |                     |                     |                     |                     |                     |                     |                     |
| F.Kurto | -                   | -                   | -                   | -                   |                     |                     |                     |                     |                     |                     |                     |                     |                     |                     |                     |                     |                     |                     |                     |                     |                     |                     |                     |                     |                     |                     |                     |                     |                     |                     |                     |
| S.Pareiko | -                   | 1                   | 0                   | 0                   |                     |                     |                     |                     |                     |                     |                     |                     |                     |                     |                     |                     |                     |                     |                     |                     |                     |                     |                     |                     |                     |                     |                     |                     |                     |                     |                     |
| Legenda: - Kolor niebieski – drużyna zwyciężyła. - Kolor żółty – drużyna zremisowała. - Kolor czerwony – drużyna przegrała. - Kolor zielony – piłkarz w meczu nie wystąpił. |                     |                     |                     |                     |                     |                     |                     |                     |                     |                     |                     |                     |                     |                     |                     |                     |                     |                     |                     |                     |                     |                     |                     |                     |                     |                     |                     |                     |                     |                     |                     |

#### Puchar i Superpuchar Polski
| M.Jovanić |
| F.Kurto |
| S.Pareiko |
| Legenda: - Kolor niebieski – drużyna zwyciężyła. - Kolor żółty – drużyna zremisowała. - Kolor czerwony – drużyna przegrała. - Kolor zielony – piłkarz w meczu nie wystąpił. |

#### Europejskie Puchary
| M.Jovanić | - | - | 1 | - | - | - |  |  |  |  |  |  |
| F.Kurto | - | - | - | - | - | - |  |  |  |  |  |  |
| S.Pareiko | 0 | 0 | - | 1 | 0 | 3 |  |  |  |  |  |  |
| Legenda: - Kolor niebieski – drużyna zwyciężyła. - Kolor żółty – drużyna zremisowała. - Kolor czerwony – drużyna przegrała. - Kolor zielony – piłkarz w meczu nie wystąpił. |   |   |   |   |   |   |  |  |  |  |  |  |

### Liczba zdobytych bramek w meczu przez poszczególnych zawodników

#### Ekstraklasa
| Nazwisko zawodnika | Kolejka Ekstraklasy | Kolejka Ekstraklasy | Kolejka Ekstraklasy | Kolejka Ekstraklasy | Kolejka Ekstraklasy | Kolejka Ekstraklasy | Kolejka Ekstraklasy | Kolejka Ekstraklasy | Kolejka Ekstraklasy | Kolejka Ekstraklasy | Kolejka Ekstraklasy | Kolejka Ekstraklasy | Kolejka Ekstraklasy | Kolejka Ekstraklasy | Kolejka Ekstraklasy | Kolejka Ekstraklasy | Kolejka Ekstraklasy | Kolejka Ekstraklasy | Kolejka Ekstraklasy | Kolejka Ekstraklasy | Kolejka Ekstraklasy | Kolejka Ekstraklasy | Kolejka Ekstraklasy | Kolejka Ekstraklasy | Kolejka Ekstraklasy | Kolejka Ekstraklasy | Kolejka Ekstraklasy | Kolejka Ekstraklasy | Kolejka Ekstraklasy | Kolejka Ekstraklasy | Kolejka Ekstraklasy |
| Nazwisko zawodnika | 01                  | 02                  | 03                  | 04                  | 05                  | 06                  | 07                  | 08                  | 09                  | 10                  | 11                  | 12                  | 13                  | 14                  | 15                  | 16                  | 17                  | 18                  | 19                  | 20                  | 21                  | 22                  | 23                  | 24                  | 25                  | 26                  | 27                  | 28                  | 29                  | 30                  |                     |
| --- | ------------------- | ------------------- | ------------------- | ------------------- | ------------------- | ------------------- | ------------------- | ------------------- | ------------------- | ------------------- | ------------------- | ------------------- | ------------------- | ------------------- | ------------------- | ------------------- | ------------------- | ------------------- | ------------------- | ------------------- | ------------------- | ------------------- | ------------------- | ------------------- | ------------------- | ------------------- | ------------------- | ------------------- | ------------------- | ------------------- | ------------------- |
| K.Jaliens | -                   | 0                   | 0                   | -                   |                     |                     |                     |                     |                     |                     |                     |                     |                     |                     |                     |                     |                     |                     |                     |                     |                     |                     |                     |                     |                     |                     |                     |                     |                     |                     |                     |
| O.Chavez | 0                   | 0                   | 0                   | -                   |                     |                     |                     |                     |                     |                     |                     |                     |                     |                     |                     |                     |                     |                     |                     |                     |                     |                     |                     |                     |                     |                     |                     |                     |                     |                     |                     |
| M.Melikson | 0                   | 0                   | -                   | -                   |                     |                     |                     |                     |                     |                     |                     |                     |                     |                     |                     |                     |                     |                     |                     |                     |                     |                     |                     |                     |                     |                     |                     |                     |                     |                     |                     |
| G.Bunoza | 0                   | -                   | 0                   | 0                   |                     |                     |                     |                     |                     |                     |                     |                     |                     |                     |                     |                     |                     |                     |                     |                     |                     |                     |                     |                     |                     |                     |                     |                     |                     |                     |                     |
| R.Sobolewski | -                   | 0                   | 0                   | 0                   |                     |                     |                     |                     |                     |                     |                     |                     |                     |                     |                     |                     |                     |                     |                     |                     |                     |                     |                     |                     |                     |                     |                     |                     |                     |                     |                     |
| R.Boguski | 0                   | -                   | -                   | -                   |                     |                     |                     |                     |                     |                     |                     |                     |                     |                     |                     |                     |                     |                     |                     |                     |                     |                     |                     |                     |                     |                     |                     |                     |                     |                     |                     |
| Ł.Garguła | 0                   | -                   | 0                   | 0                   |                     |                     |                     |                     |                     |                     |                     |                     |                     |                     |                     |                     |                     |                     |                     |                     |                     |                     |                     |                     |                     |                     |                     |                     |                     |                     |                     |
| G.Nunez | 0                   | 0                   | 0                   | -                   |                     |                     |                     |                     |                     |                     |                     |                     |                     |                     |                     |                     |                     |                     |                     |                     |                     |                     |                     |                     |                     |                     |                     |                     |                     |                     |                     |
| D.Paljić | 0                   | 0                   | -                   | 0                   |                     |                     |                     |                     |                     |                     |                     |                     |                     |                     |                     |                     |                     |                     |                     |                     |                     |                     |                     |                     |                     |                     |                     |                     |                     |                     |                     |
| J.Diaz | -                   | -                   | 0                   | 0                   |                     |                     |                     |                     |                     |                     |                     |                     |                     |                     |                     |                     |                     |                     |                     |                     |                     |                     |                     |                     |                     |                     |                     |                     |                     |                     |                     |
| T.Jirsak | -                   | -                   | -                   | 0                   |                     |                     |                     |                     |                     |                     |                     |                     |                     |                     |                     |                     |                     |                     |                     |                     |                     |                     |                     |                     |                     |                     |                     |                     |                     |                     |                     |
| A.Kirm | 0                   | 0                   | 0                   | 0                   |                     |                     |                     |                     |                     |                     |                     |                     |                     |                     |                     |                     |                     |                     |                     |                     |                     |                     |                     |                     |                     |                     |                     |                     |                     |                     |                     |
| C.Genkow | 0                   | 0                   | -                   | 0                   |                     |                     |                     |                     |                     |                     |                     |                     |                     |                     |                     |                     |                     |                     |                     |                     |                     |                     |                     |                     |                     |                     |                     |                     |                     |                     |                     |
| P.Małecki | -                   | 0                   | 0                   | 0                   |                     |                     |                     |                     |                     |                     |                     |                     |                     |                     |                     |                     |                     |                     |                     |                     |                     |                     |                     |                     |                     |                     |                     |                     |                     |                     |                     |
| D.Biton | 1                   | 1                   | 1                   | 0                   |                     |                     |                     |                     |                     |                     |                     |                     |                     |                     |                     |                     |                     |                     |                     |                     |                     |                     |                     |                     |                     |                     |                     |                     |                     |                     |                     |
| M.Jovanović | -                   | -                   | -                   | -                   |                     |                     |                     |                     |                     |                     |                     |                     |                     |                     |                     |                     |                     |                     |                     |                     |                     |                     |                     |                     |                     |                     |                     |                     |                     |                     |                     |
| M.Kowalski | -                   | -                   | -                   | -                   |                     |                     |                     |                     |                     |                     |                     |                     |                     |                     |                     |                     |                     |                     |                     |                     |                     |                     |                     |                     |                     |                     |                     |                     |                     |                     |                     |
| C.Wilk | 0                   | 0                   | 0                   | 0                   |                     |                     |                     |                     |                     |                     |                     |                     |                     |                     |                     |                     |                     |                     |                     |                     |                     |                     |                     |                     |                     |                     |                     |                     |                     |                     |                     |
| M.Lamey | 0                   | 0                   | 0                   | -                   |                     |                     |                     |                     |                     |                     |                     |                     |                     |                     |                     |                     |                     |                     |                     |                     |                     |                     |                     |                     |                     |                     |                     |                     |                     |                     |                     |
| D.Brud | -                   | -                   | -                   | 0                   |                     |                     |                     |                     |                     |                     |                     |                     |                     |                     |                     |                     |                     |                     |                     |                     |                     |                     |                     |                     |                     |                     |                     |                     |                     |                     |                     |
| I.Iliev | 0                   | 0                   | 0                   | 0                   |                     |                     |                     |                     |                     |                     |                     |                     |                     |                     |                     |                     |                     |                     |                     |                     |                     |                     |                     |                     |                     |                     |                     |                     |                     |                     |                     |
| b. samobójcze | 0                   | 0                   | 0                   | 0                   |                     |                     |                     |                     |                     |                     |                     |                     |                     |                     |                     |                     |                     |                     |                     |                     |                     |                     |                     |                     |                     |                     |                     |                     |                     |                     |                     |
| Legenda: - Kolor niebieski – drużyna zwyciężyła. - Kolor żółty – drużyna zremisowała. - Kolor czerwony – drużyna przegrała. - Kolor zielony – piłkarz w meczu nie wystąpił. |                     |                     |                     |                     |                     |                     |                     |                     |                     |                     |                     |                     |                     |                     |                     |                     |                     |                     |                     |                     |                     |                     |                     |                     |                     |                     |                     |                     |                     |                     |                     |

#### Puchar i Superpuchar Polski
| K.Jaliens |
| O.Chavez |
| M.Melikson |
| G.Bunoza |
| R.Sobolewski |
| R.Boguski |
| Ł.Garguła |
| G.Nunez |
| D.Paljić |
| J.Diaz |
| T.Jirsák |
| A.Kirm |
| C.Genkow |
| P.Małecki |
| D.Biton |
| M.Jovanović |
| M.Kowalski |
| C.Wilk |
| M.Lamey |
| D.Brud |
| I.Iliev |
| b. samobójcze |
| Legenda: - Kolor niebieski – drużyna zwyciężyła. - Kolor żółty – drużyna zremisowała. - Kolor czerwony – drużyna przegrała. - Kolor zielony – piłkarz w meczu nie wystąpił. |

#### Europejskie Puchary
| K.Jaliens | 0 | 0 | 0 | 0 | 0 | 0 |  |  |  |  |  |  |
| O.Chávez | 0 | 0 | 0 | 0 | 0 | 0 |  |  |  |  |  |  |
| M.Melikson | 0 | 0 | 1 | 2 | 0 | 0 |  |  |  |  |  |  |
| G.Bunoza | - | - | - | - | - | - |  |  |  |  |  |  |
| R.Sobolewski | 0 | 0 | 0 | 0 | 0 | 0 |  |  |  |  |  |  |
| R.Boguski | - | - | - | - | - | - |  |  |  |  |  |  |
| Ł.Garguła | 0 | - | 0 | - | - | - |  |  |  |  |  |  |
| G.Núñez | - | 0 | 0 | 0 | 0 | 0 |  |  |  |  |  |  |
| D.Paljić | 0 | 0 | - | 0 | - | - |  |  |  |  |  |  |
| J.Díaz | - | - | 0 | 0 | 0 | 0 |  |  |  |  |  |  |
| T.Jirsak | - | 0 | - | - | - | - |  |  |  |  |  |  |
| A.Kirm | - | - | 0 | 0 | 0 | 0 |  |  |  |  |  |  |
| C.Genkow | 0 | 0 | 0 | 0 | 0 | 0 |  |  |  |  |  |  |
| P.Małecki | 0 | 1 | - | 0 | 1 | 0 |  |  |  |  |  |  |
| D.Biton | 0 | - | - | - | - | - |  |  |  |  |  |  |
| M.Jovanović | - | 0 | 0 | 0 | 0 | 0 |  |  |  |  |  |  |
| M.Kowalski | - | - | - | - | - | - |  |  |  |  |  |  |
| C.Wilk | 0 | 0 | 0 | 1 | 0 | 1 |  |  |  |  |  |  |
| M.Lamey | 0 | 0 | 1 | 0 | - | 0 |  |  |  |  |  |  |
| D.Brud | - | - | - | - | - | - |  |  |  |  |  |  |
| I.Iliev | 0 | 1 | 0 | - | 0 | 0 |  |  |  |  |  |  |
| b. samobójcze | 1 | 0 | 0 | 0 | 0 | 0 |  |  |  |  |  |  |
| Legenda: - Kolor niebieski – drużyna zwyciężyła. - Kolor żółty – drużyna zremisowała. - Kolor czerwony – drużyna przegrała. - Kolor zielony – piłkarz w meczu nie wystąpił. |   |   |   |   |   |   |  |  |  |  |  |  |

### Klasyfikacja strzelców

#### Ogólnie
| Lp. | Bramki | Strzelcy       | Pozycja |
| --- | ------ | -------------- | ------- |
| 1   | 16     | Dudu Biton     | NA      |
| 2   | 13     | Tsvetan Genkov | NA      |
| 3   | 6      | Andraž Kirm    | PO      |

#### Ekstraklasa
| Lp. | Bramki | Strzelcy       | Pozycja |
| --- | ------ | -------------- | ------- |
| 1   | 11     | Dudu Biton     | NA      |
| 2   | 7      | Tsvetan Genkov | NA      |
| 3   | 4      | Andraž Kirm    | PO      |

#### Puchar Polski
| Lp. | Bramki | Strzelcy       | Pozycja |
| --- | ------ | -------------- | ------- |
| 1   | 4      | Tsvetan Genkov | NA      |
| 2   | 2      | Dudu Biton     | NA      |
| 2   | 2      | Michael Lamey  | OB      |

#### Europejskie Puchary
| Lp. | Bramki | Strzelcy       | Pozycja |
| --- | ------ | -------------- | ------- |
| 1   | 3      | Dudu Biton     | NA      |
| 1   | 3      | Maor Melikson  | PO      |
| 1   | 3      | Patryk Małecki | NA      |

## Skład i ustawienie zespołu
| W SEZONIE 2011/2012 (Mecze i gole do 23 sierpnia 2011) |       |                      |                |       |      |                                  |
| Imię i nazwisko                                        | Numer | Kraj                 | Data urodzenia | Mecze | Gole | Poprzedni klub                   |
| Trener                                                 |       |                      |                |       |      |                                  |
| Robert Maaskant                                        |       | Holandia             | 10.01.1969     |       |      | NAC Breda                        |
| Bramkarze                                              |       |                      |                |       |      |                                  |
| Milan Jovanić                                          | 1     | Serbia               | 31.07.1985     | 2     | -2   | Spartak Subotica                 |
| Filip Kurto                                            | 12    | Polska               | 14.06.1991     | 0     | 0    | Promień Opalenica                |
| Sergei Pareiko                                         | 25    | Estonia              | 31.01.1977     | 8     | -5   | Tom Tomsk                        |
| Obrońcy                                                |       |                      |                |       |      |                                  |
| Kew Jaliens                                            | 2     | Holandia             | 15.09.1978     | 8     | 0    | AZ Alkmaar                       |
| Osman Chávez                                           | 4     | Honduras             | 29.07.1984     | 9     | 0    | Platense Puerto Cortés           |
| Gordan Bunoza                                          | 6     | Bośnia i Hercegowina | 05.02.1988     | 3     | 0    | NK Karlovac                      |
| Dragan Paljić                                          | 13    | Niemcy               | 08.04.1983     | 6     | 0    | 1. FC Kaiserslautern             |
| Marko Jovanović                                        | 22    | Serbia               | 26.03.1988     | 5     | 0    | Partizan Belgrad                 |
| Mateusz Kowalski                                       | 24    | Polska               | 30.09.1986     | 0     | 0    | wychowanek                       |
| Michael Lamey                                          | 31    | Holandia             | 29.11.1979     | 8     | 1    | Leicester City                   |
| Pomocnicy                                              |       |                      |                |       |      |                                  |
| Maor Melikson                                          | 5     | Izrael               | 30.10.1984     | 8     | 3    | Hapoel Beer Szewa                |
| Radosław Sobolewski                                    | 7     | Polska               | 13.12.1976     | 9     | 0    | Dyskobolia Grodzisk Wielkopolski |
| Łukasz Garguła                                         | 10    | Polska               | 25.02.1981     | 5     | 0    | GKS Bełchatów                    |
| Gervasio Núñez                                         | 11    | Argentyna            | 29.01.1988     | 8     | 0    | Quilmes                          |
| Junior Diaz                                            | 15    | Kostaryka            | 12.09.1983     | 6     | 0    | Club Brugge                      |
| Tomáš Jirsák                                           | 16    | Czechy               | 29.06.1984     | 2     | 0    | FK Teplice                       |
| Andraž Kirm                                            | 17    | Słowenia             | 06.09.1984     | 8     | 0    | NK Domžale                       |
| Patryk Małecki                                         | 19    | Polska               | 01.08.1988     | 8     | 1    | Wigry Suwałki                    |
| Cezary Wilk                                            | 28    | Polska               | 23.05.1987     | 10    | 2    | Korona Kielce                    |
| Daniel Brud                                            | 45    | Polska               | 20.05.1989     | 1     | 0    | wychowanek                       |
| Napastnicy                                             |       |                      |                |       |      |                                  |
| Rafał Boguski                                          | 9     | Polska               | 09.06.1984     | 2     | 0    | ŁKS Łomża                        |
| Cwetan Genkow                                          | 18    | Bułgaria             | 08.02.1984     | 9     | 0    | Dinamo Moskwa                    |
| Dudu Biton                                             | 20    | Izrael               | 01.03.1988     | 6     | 3    | Charleroi                        |
| Ivica Iliev                                            | 77    | Serbia               | 27.10.1979     | 9     | 1    | Partizan Belgrad                 |

## Transfery

### Przybyli
| Piłkarz         | Narodowość | Pozycja   | Transfer     | Klub             |
| --------------- | ---------- | --------- | ------------ | ---------------- |
| Ivica Iliev     | Serbia     | Napastnik | N/A          | Partizan Belgrad |
| Michael Lamey   | Holandia   | Obrońca   | N/A          | Leicester City   |
| Gervasio Núñez  | Argentyna  | Pomocnik  | Wypożyczenie | Quilmes          |
| Dudu Biton      | Izrael     | Napastnik | Wypożyczenie | Charleroi        |
| Júnior Díaz     | Kostaryka  | Pomocnik  | Wypożyczenie | Club Brugge      |
| Marko Jovanović | Serbia     | Obrońca   | 400 tys. €   | Partizan Belgrad |

### Odeszli
| Piłkarz              | Narodowość | Pozycja   | Transfer              | Klub              |
| -------------------- | ---------- | --------- | --------------------- | ----------------- |
| Maciej Żurawski      | Polska     | Napastnik | koniec kontraktu      | brak klubu        |
| Serge Branco         | Kamerun    | Pomocnik  | koniec kontraktu      | brak klubu        |
| Nourdin Boukhari     | Maroko     | Pomocnik  | koniec wypożyczenia   | Kasımpaşa S.K.    |
| Andrés Ríos          | Argentyna  | Napastnik | koniec wypożyczenia   | River Plate       |
| Erik Čikoš           | Słowacja   | Obrońca   | koniec wypożyczenia   | Slovan Bratysława |
| Michaił Siwakou      | Białoruś   | Pomocnik  | koniec wypożyczenia   | Cagliari          |
| Wojciech Łobodziński | Polska     | Pomocnik  | rozwiązanie kontraktu | brak klubu        |

### Wypożyczeni
| Piłkarz        | Narodowość | Pozycja   | Do              | Klub         |
| -------------- | ---------- | --------- | --------------- | ------------ |
| Łukasz Burliga | Polska     | Napastnik | 30 czerwca 2012 | Ruch Chorzów |

## Spotkania
| 13 lipca 2011 20:30 CET | Skonto Ryga | 0:1(0:1) | Wisła Kraków · Renārs Rode 40-sam.' | Ryga, Stadion Skonto Widzów: 6 tys. Sędzia: Menashe Masiah (Izrael) |
|                         |             |          |                                     |                                                                     |

Skonto Ryga: Germans Māliņš – Renārs Rode, Vitālijs Smirnovs, Juris Laizāns, Deniss Kačanovs – Ruslan Mingazow, Aleksandrs Fertovs, Igors Tarasovs, Armands Pētersons (66.Bally Smart) – Artūrs Karašausks (63.Fabio Pereira), Valērijs Šabala (76.Kristaps Blanks)

Wisła Kraków: Sergei Pareiko – Michael Lamey, Kew Jaliens, Osman Chávez, Dragan Paljić – Radosław Sobolewski, Cezary Wilk – Ivica Iliev, Maor Melikson (86.Łukasz Garguła), Patryk Małecki – Cwetan Genkow (75.Dudu Biton)
| 19 lipca 2011 20:30 CET | Wisła Kraków · Patryk Małecki 51' · Ivica Iliev 64' | 2:0(0:0) | Skonto Ryga | Kraków, Stadion im. Henryka Reymana Widzów: 19,3 tys. Sędzia: Milorad Mažić (Serbia) |
|                         |                                                     |          |             |                                                                                      |

Wisła Kraków: Sergei Pareiko – Michael Lamey (88. Marko Jovanović), Kew Jaliens, Osman Chávez, Dragan Paljić – Patryk Małecki, Radosław Sobolewski (75. Gervasio Núñez), Cezary Wilk, Maor Melikson, Ivica Iliev (85. Tomáš Jirsák) – Cwetan Genkow

Skonto Ryga: Germans Malins – Vitalijs Maksimenko, Renārs Rode, Vitalijs Smirnovs, Deniss Kacanovs – Bally Smart (55. Fabio Pereira), Aleksandrs Fertovs, Igors Tavarovs, Ruslans Minagazov – Valerijs Sabala (67. Kristaps Blanks), Nathan Junior (73. Armands Petersons)
| 26 lipca 2011 19:30 CET | Liteks Łowecz · Tom 45' | 1:2(1:1) | Wisła Kraków · Michael Lamey 19' · Maor Melikson 76' | Łowecz, Stadion Miejski w Łoweczu Widzów: 7 tys. Sędzia: Tommy Skjerven (Norwegia) |
|                         |                         |          |                                                      |                                                                                    |

Liteks Łowecz: Vinicius Barrivieira – Džemal Berberović, Nikołaj Bodurow, Płamen Nikołow, Petyr Zanew – Tom, Nebojsa Jelenkovic, Georgi Miłanow (86.Mexime Josse), Christo Janew – Momcził Cwetanow (73.Robert Florew), Swetosław Todorow (65.Celio Codo)

Wisła Kraków: Milan Jovanić – Michael Lamey, Kew Jaliens, Osman Chávez, Junior Diaz – Maor Melikson, Radosław Sobolewski, Cezary Wilk, Gervasio Núñez (77.Łukasz Garguła), Ivica Iliev (67.Andraž Kirm) – Cwetan Genkow (87.Marko Jovanović)
| 30 lipca 2011 18:00 CET | Widzew Łódź · Przemysław Oziębała 75' | 1:1(0:0) | Wisła Kraków · Dudu Biton 90+3' | Łódź, Stadion im.Ludwika Sobolewskiego Widzów: 6,5 tys. Sędzia: Robert Małek (Zabrze) |
|                         |                                       |          |                                 |                                                                                       |

Widzew Łódź: Maciej Malcarz – Łukasz Broź, Sebastian Madera (76.Piotr Mroziński), Jarosław Bieniuk, Dudu Paraiba – Adrian Budka, Mindaugas Panka, Bruno Pinheiro, Krzysztof Ostrowski (84.Riku Riski) – Nika Dzalamidze (66.Przemysław Oziębała), Piotr Grzelczak

Wisła Kraków: Milan Jovanić – Osman Chávez, Michael Lamey, Gordan Bunoza, Dragan Paljić – Cezary Wilk (83.Rafał Boguski, Gervasio Núñez, Maor Melikson (69.Łukasz Garguła) – Cwetan Genkow (69.Dudu Biton, Andraž Kirm, Ivica Iliev
| 3 sierpnia 2011 20:30 CET | Wisła Kraków · Maor Melikson 42', 56-k' · Cezary Wilk 84' | 3:1(1:0) | Liteks Łowecz · Nikołaj Bodurow 68' | Kraków, Stadion im. Henryka Reymana Widzów: 23,5 tys. Sędzia: Fırat Aydınus (Turcja) |
|                           |                                                           |          |                                     |                                                                                      |

Wisła Kraków: Sergei Pareiko – Michael Lamey (86. Marko Jovanović), Kew Jaliens, Osman Chávez, Junior Diaz – Patryk Małecki (75. Cezary Wilk), Radosław Sobolewski, Maor Melikson (84. Dragan Paljić), Gervasio Núñez, Andraž Kirm – Cwetan Genkow

Liteks Łowecz: Vinícius Barrivieira – Petar Zanew, Nikołaj Bodurow, Plamen Nikołow, Ilia Milanow – Momcził Cwetanow (51. Swetosław Todorow), Nebojša Jelenković, Christo Janew (62. Aleksander Cwetkow), Georgi Miłanow (71. Celio Codo), Tom – Thiago Miracema
| 6 sierpnia 2011 18:00 CET | Polonia Warszawa · Bruno 24' | 1:1(1:0) | Wisła Kraków · Dudu Biton 66' | Warszawa, Stadion Polonii Warszawa Widzów: 3,5 tys. Sędzia: Dawid Piasecki (Słupsk) |
|                           |                              |          |                               |                                                                                     |

Polonia Warszawa: Sebastian Przyrowski – Marcin Baszczyński, Tomasz Jodłowiec, Adam Kokoszka, Tomasz Brzyski – Pavel Šultes (66. Paweł Wszołek), Łukasz Piątek, Robert Jeż (84. Grzegorz Bonin), Łukasz Trałka, Bruno Coutinho – Daniel Sikorski (59. Edgar Çani)

Wisła Kraków: Sergei Pareiko – Michael Lamey, Kew Jaliens, Osman Chávez, Dragan Paljić – Patryk Małecki, Cezary Wilk (60. Gervasio Núñez), Radosław Sobolewski, Maor Melikson, Ivica Iliev (66. Andraž Kirm) – Dudu Biton (80. Cwetan Genkow)
| 13 sierpnia 2011 18:00 CET | Wisła Kraków · Dudu Biton 50-k' | 1:0(0:0) | Zagłębie Lubin | Kraków, Stadion im. Henryka Reymana Widzów: 12 845 Sędzia: Szymon Marciniak (Płock) |
|                            |                                 |          |                |                                                                                     |

Wisła Kraków: Sergei Pareiko – Michael Lamey (80. Gordan Bunoza), Kew Jaliens, Osman Chávez, Júnior Díaz – Radosław Sobolewski, Gervasio Núñez (72. Cezary Wilk) – Patryk Małecki, Łukasz Garguła, Ivica Iliev (70. Andraž Kirm) – Dudu Biton

Zagłębie Lubin: Bojan Isailović – Bartosz Rymaniak, Michal Hanek, Sergio Reina, Costa Nhamoinesu – Janusz Gancarczyk (61. David Abwo), Patryk Rachwał (60. Adrian Rakowski), Łukasz Hanzel, Maciej Małkowski – Szymon Pawłowski – Darvydas Šernas
| 17 sierpnia 2011 20:30 CET | Wisła Kraków · Patryk Małecki 71' | 1:0(0:0) | APOEL Nikozja | Kraków, Stadion im. Henryka Reymana Widzów: 23,5 tys. Sędzia: Stéphane Lannoy (Francja) |
|                            |                                   |          |               |                                                                                         |

Wisła Kraków: Sergei Pareiko – Marko Jovanović, Kew Jaliens, Osman Chávez, Júnior Díaz – Radosław Sobolewski, Gervasio Núñez, Maor Melikson – Patryk Małecki (90. Andraž Kirm), Ivica Iliev (68. Cezary Wilk), Cwetan Genkow

APOEL Nikozja: Dionisis Chiotis – Athos Salomou, Christos Kontis, Paulo Jorge, William Boaventura – Iwan Triczkowski (85. Esteban Solari), Nuno Morais, Marcinho (80. Sanel Jahić), Helio Pinto – Gustavo Manduca (46. Konstandinos Charalambidis), Ailton Almeida
| 20 sierpnia 2011 18:00 CET | Korona Kielce | 0:0(0:0) | Wisła Kraków | Kielce, Stadion Miejski w Kielcach Widzów: 9 246 Sędzia: Paweł Raczkowski (Warszawa) |
|                            |               |          |              |                                                                                      |

Korona Kielce: Wojciech Małecki – Tadas Kijanskas, Pavol Stano, Krzysztof Kiercz, Tomasz Lisowski – Aleksandar Vuković, Vlastimir Jovanović, Kamil Kuzera (79. Paweł Kal), Grzegorz Lech (69. Michał Zieliński), Paweł Sobolewski – Maciej Korzym (82. Artur Lenartowski)

Wisła Kraków: Sergei Pareiko – Dragan Paljić, Michał Czekaj, Gordan Bunoza, Júnior Díaz – Cezary Wilk, Daniel Brud, Łukasz Garguła (90. Ivica Iliev), Tomáš Jirsák (70. Patryk Małecki), Andraž Kirm – Dudu Biton (81. Cwetan Genkow)
| 23 sierpnia 2011 20:30 CET | APOEL Nikozja · Sergei Pareiko 29-sam.' · Ailton 54', 87' | 1:3(0:1) | Wisła Kraków · Cezary Wilk 71' | Nikozja, Stadion GSP Widzów: 22 tys. Sędzia: Viktor Kassai (Węgry) |
|                            |                                                           |          |                                |                                                                    |

APOEL Nikozja: Dionisis Chiotis – Sawas Pursaitidis, Paulo Jorge, Christos Kontis, William Boaventura (85. Nektarios Aleksandru) – Iwan Triczkowski, Helio Pinto, Marcinho (90. Sanel Jahić), Nuno Morais, Gustavo Manduca (85. Gustavo Manduca) – Ailton

Wisła Kraków: Sergei Pareiko – Michael Lamey, Kew Jaliens (80. Mirko Jovanović), Osman Chávez, Júnior Díaz – Cezary Wilk, Radosław Sobolewski (58. Ivica Iliev), Gervasio Núñez – Patryk Małecki (80. Andraž Kirm), Cwetan Genkow, Maor Melikson
| 27 sierpnia 2011 18:00 CET | Wisła Kraków | – | Lechia Gdańsk | Kraków, Stadion im. Henryka Reymana |
|                            |              |   |               |                                     |

Wisła Kraków:?

Lechia Gdańsk:?
| 9 września 2011 20:30 CET | Lech Poznań | – | Wisła Kraków | Poznań, Stadion Miejski w Poznaniu |
|                           |             |   |              |                                    |

Lech Poznań:?

Wisła Kraków:?